# Campionati del mondo di ciclocross 2022 - Gara maschile Junior
La quarantatreesima edizione della gara maschile Junior dei Campionati del mondo di ciclocross 2022 si svolse il 30 gennaio 2022 con partenza ed arrivo da Fayetteville negli Stati Uniti, su un percorso iniziale di 100 mt più un circuito di 3,1 km da ripetere 6 volte per un totale di 18,7 km. La vittoria fu appannaggio dello svizzero Jan Christen, il quale terminò la gara in 43'11", alla media di 25,974 km/h, precedendo il belga Aaron Dockx e il britannico Nathan Smith terzo.
I corridori che presero il via furono 34, mentre coloro che completarono la gara furono 33.

## Squadre partecipanti
| N.    | Cod. | Squadra       |
| ----- | ---- | ------------- |
| 2-7   | BEL  | Belgio        |
| 8     | GBR  | Gran Bretagna |
| 9-10  | FRA  | Francia       |
| 11    | NLD  | Paesi Bassi   |
| 12    | GER  | Germania      |
| 13-15 | CZE  | Cechia        |
| 16    | SUI  | Svizzera      |
| 18    | ITA  | Italia        |

| N.    | Cod. | Squadra     |
| ----- | ---- | ----------- |
| 26-31 | USA  | Stati Uniti |
| 34-35 | ESP  | Spagna      |
| 36    | SWE  | Svezia      |
| 37-41 | CAN  | Canada      |
| 42-43 | DNK  | Danimarca   |
| 44-45 | IRL  | Irlanda     |
| 46    | SVK  | Slovacchia  |

## Ordine d'arrivo (Top 10)
| Pos. | Corridore           | Squadra     | Tempo  |
| ---- | ------------------- | ----------- | ------ |
| 1    | Jan Christen        | Svizzera    | 43'11" |
| 2    | Aaron Dockx         | Belgio      | a 1"   |
| 3    | Nathan Smith        | Regno Unito | s.t.   |
| 4    | Corentin Lequet     | Francia     | a 20"  |
| 5    | Andrew August       | Stati Uniti | s.t.   |
| 6    | Viktor Vandenberghe | Belgio      | a 33"  |
| 7    | Wies Nuyens         | Belgio      | a 35"  |
| 8    | Ian Ackert          | Canada      | a 39"  |
| 9    | David Haverdings    | Paesi Bassi | a 41"  |
| 10   | Daniel Nielsen      | Danimarca   | a 49"  |